# Driehuis (Velsen)
Driehuis (ter onderscheiding van andere plaatsen met deze naam vaak met de toevoeging "NH") is een dorp in de gemeente Velsen. Het ligt tussen Santpoort-Noord en Velsen-Zuid en vlak bij Velserbroek in de provincie Noord-Holland.
Het dorp had in 2023 3.160 inwoners. In Driehuis ligt het oudste crematorium van Nederland, Westerveld.

## Sport en recreatie
Door deze plaats loopt de Europese wandelroute E9, ter plaatse ook Noordzeepad of Hollands Kustpad geheten. In Driehuis liggen ook twee voetbalclubs; VV Waterloo & RKVV Velsen. Ook ligt in het dorp de enige hockeyclub van de gemeente Velsen; KHC Strawberries.

## Monumenten
- Lijst van rijksmonumenten in Driehuis
- Lijst van gemeentelijke monumenten in Driehuis

## Geboren
- Pim Fortuyn (1948-2002), politicus, socioloog, auteur en publicist
- Stella de Heij (1968), hockeyinternational
- Ben Koks (1963), ornitholoog, natuurbeschermer
- Eltjo Schutter (1953), atleet

## Onderwijs
Driehuis is in de gemeente Velsen een belangrijke plaats voor middelbare scholen. Zo vindt men in Driehuis het Ichthus Lyceum (havo en vwo) en een vestiging van het Vellesan College; voorheen was heette de school de Duin & Kruidberg Mavo (mavo). Daarnaast vindt men in Driehuis ook nog twee basisscholen; de ICBS De Toermalijn en de OBS Jan Campert School.

## Openbaar vervoer
Driehuis heeft een gelijknamig station aan de spoorlijn Haarlem-Beverwijk. Het betreft een onbemand station. Er stoppen twee treinen per uur in Driehuis in beide richtingen. Daarnaast is er een busverbinding met Haarlem. 

## Referenties

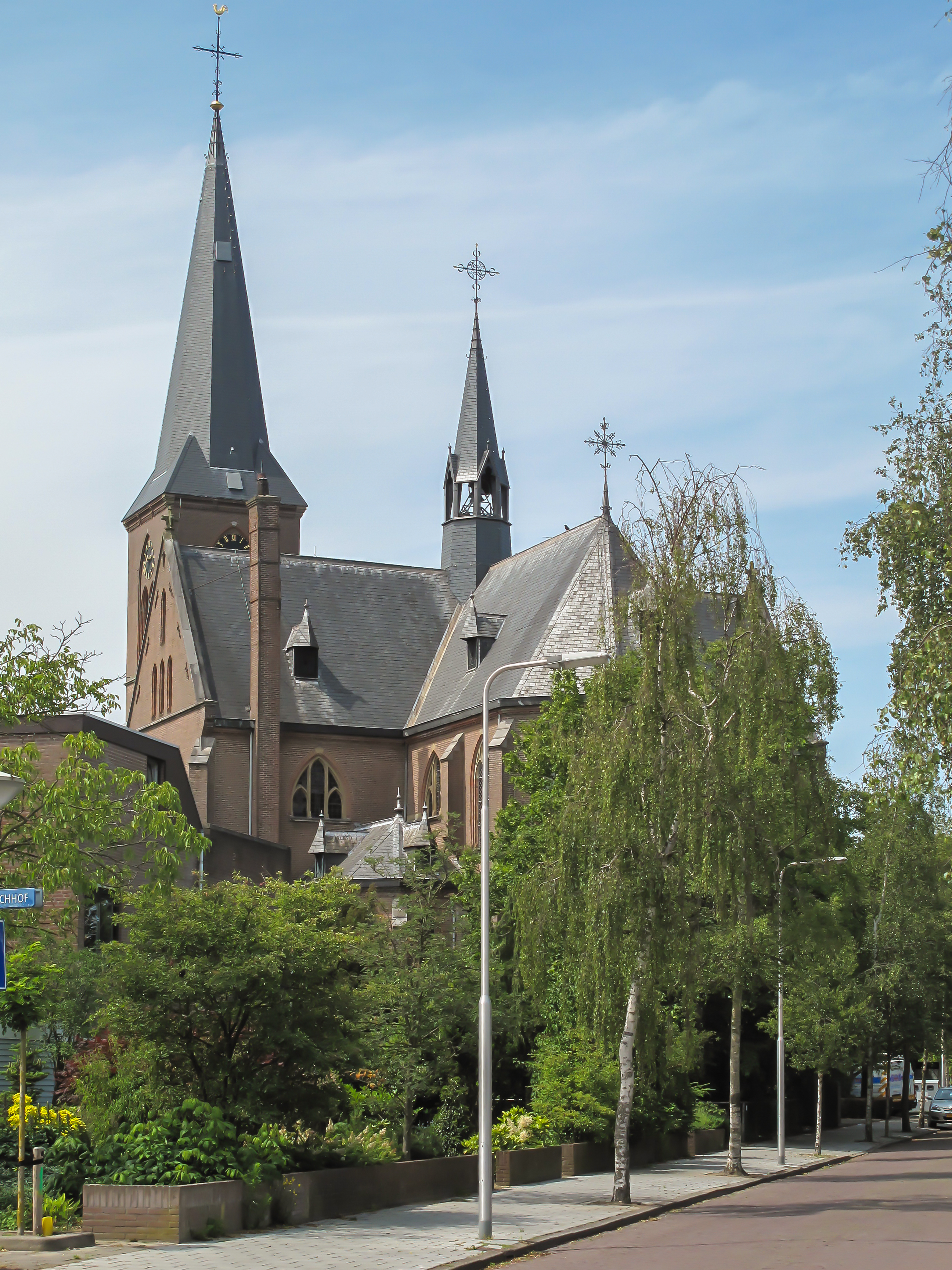
Driehuis, de Sint Engelmunduskerk